# Isola dei Pescatori
Pour les articles homonymes, voir Pescatori.
Isola dei Pescatori (« île des pêcheurs »), aussi connue comme Isola Superiore, est la plus petite des îles Borromées. Elle se situe du côté italien du lac Majeur, dans le Piémont.
Elle est la seule des trois îles Borromées à ne jamais avoir appartenu à la famille Borromeo ; c'est également la seule à être habitée à demeure tout au long de l'année.
Les origines de l'île sont imprécises. Cependant, elle fut habitée dès le XIe siècle, date à laquelle l'église de San Vittore, au sud de l'île, fut construite. On trouve dans l'église des illustrations sur l'histoire de l'île, ainsi que des bustes des saints patrons des pêcheurs.
Large de 100 mètres et longue de 350 mètres, elle abrite une cinquantaine de résidents permanents, habitant de typiques maisons à plusieurs étages, dotées de longs balcons autrefois utilisés pour sécher le poisson. Les résidents vivent principalement du tourisme (deux hôtels sont ouverts de mars à octobre sur l'île) et de la pêche ; il reste actuellement une vingtaine de pêcheurs sur l'île, mais ce nombre était plus important (environ 70) il y a une quarantaine d'années.
La petite agglomération comporte une placette, d'étroites ruelles caractéristiques, un quai, et une rue principale, à la circulation strictement piétonnière. Alexandre Dumas visita l'île, et écrivit à son sujet dans ses Impressions de voyage, publiées en 1833 : « Une charmante plaisanterie, qui ressemble en petit à un village, et qui a des maisons, des rues, une église, un prêtre et des enfants de chœur... ». Le nord-est de l'île fait face à l'Isola Madre ; un banc faisant face à l'île est installé sur la cada ("queue") de l'île, et est un point connu des touristes.

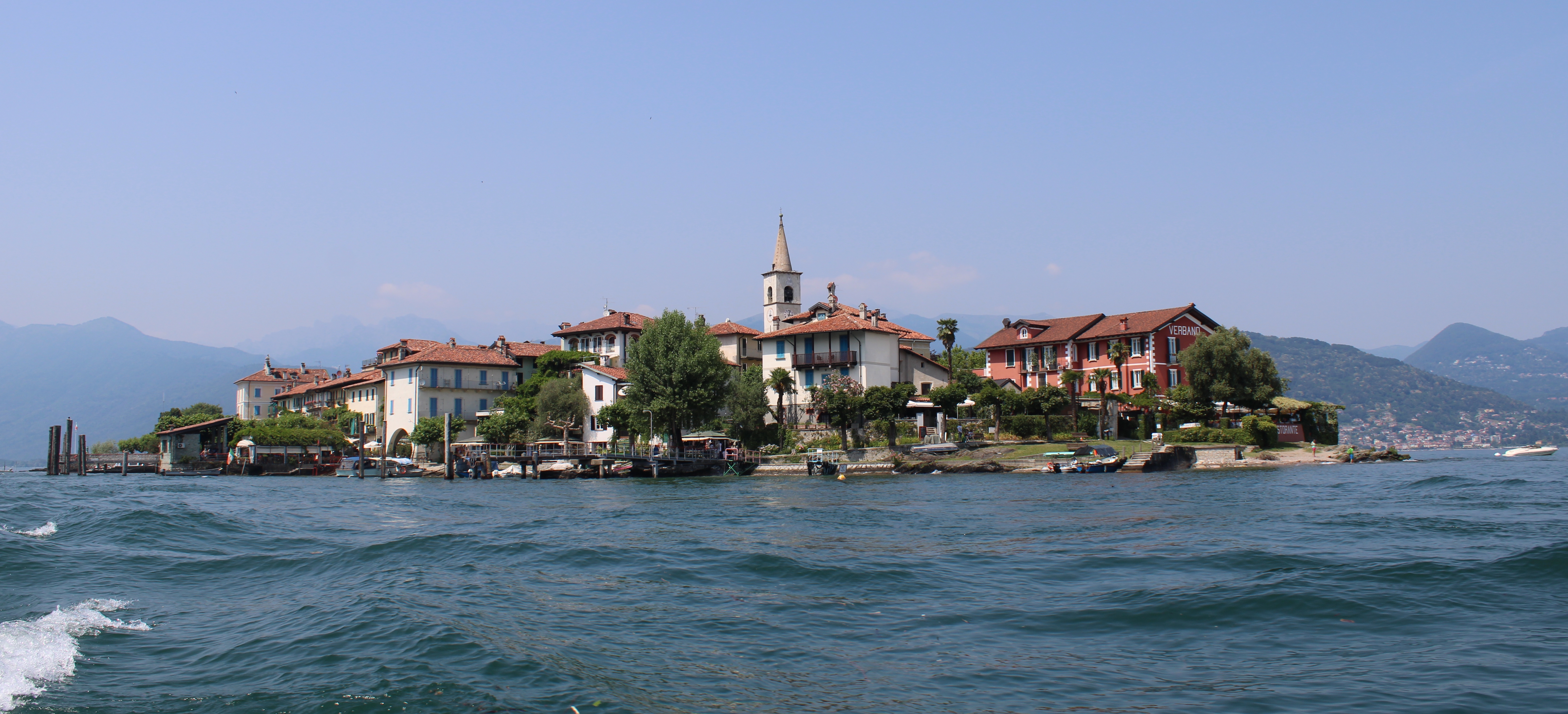
Vue de l'Isola dei Pescatori depuis une navette.

## Galerie

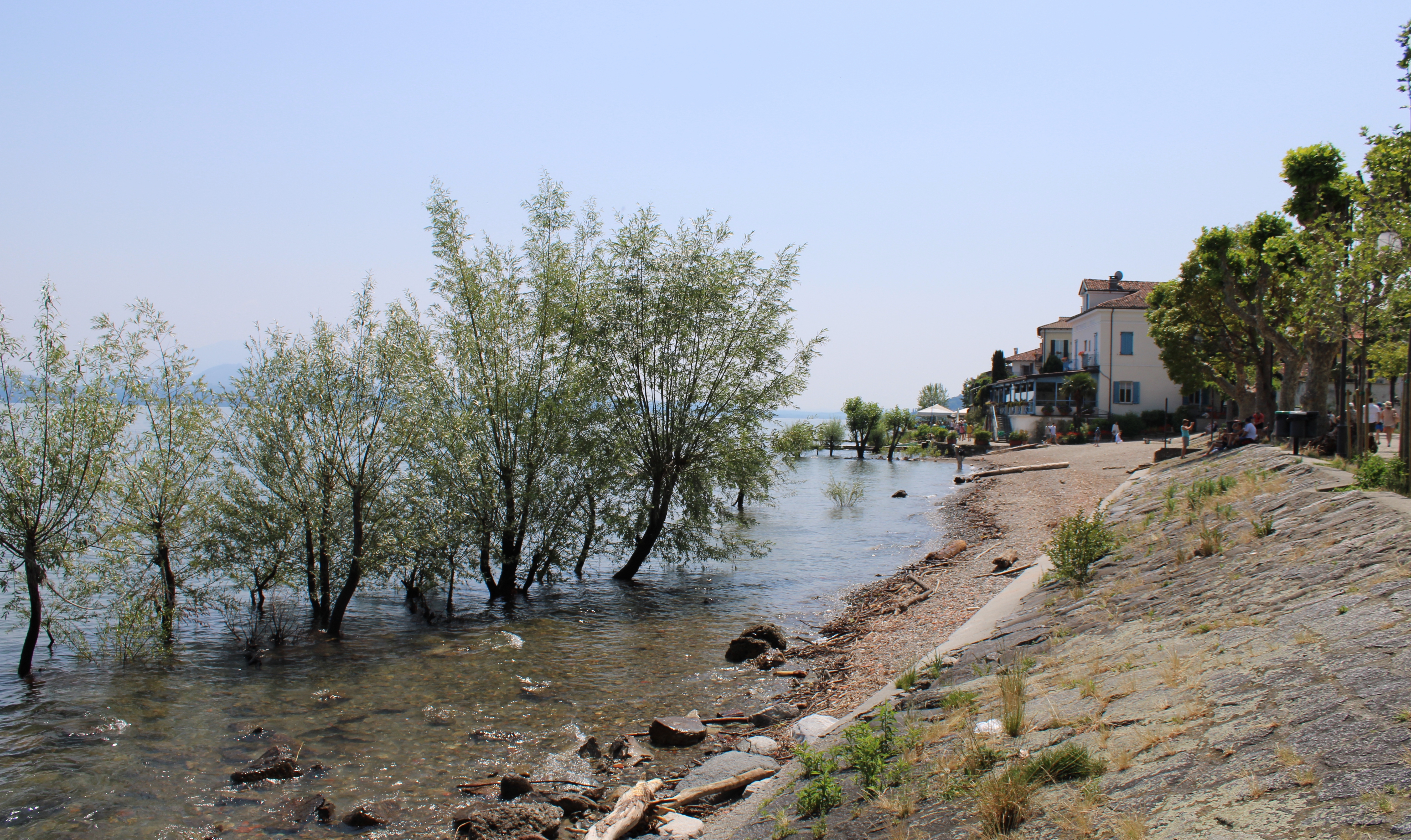
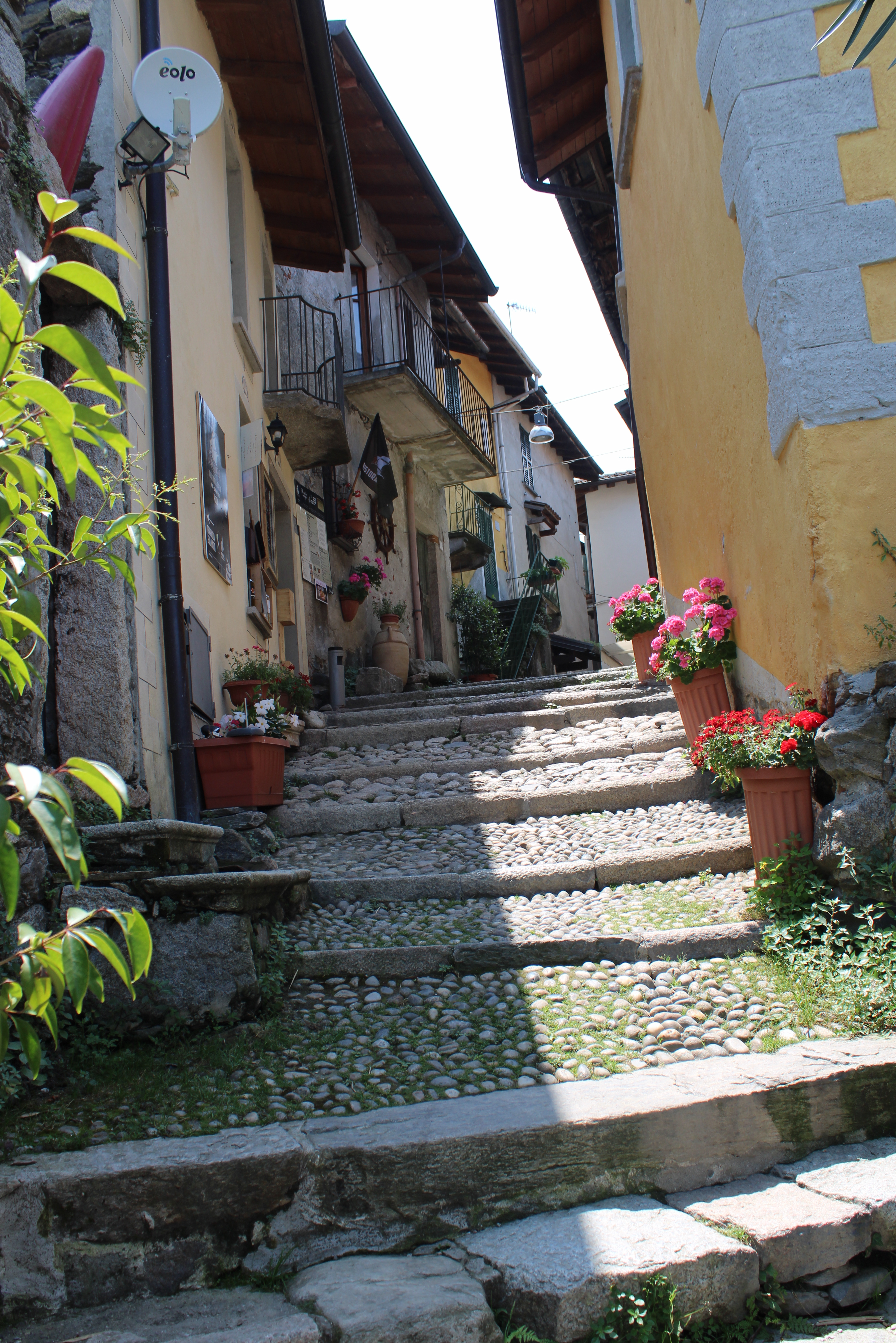
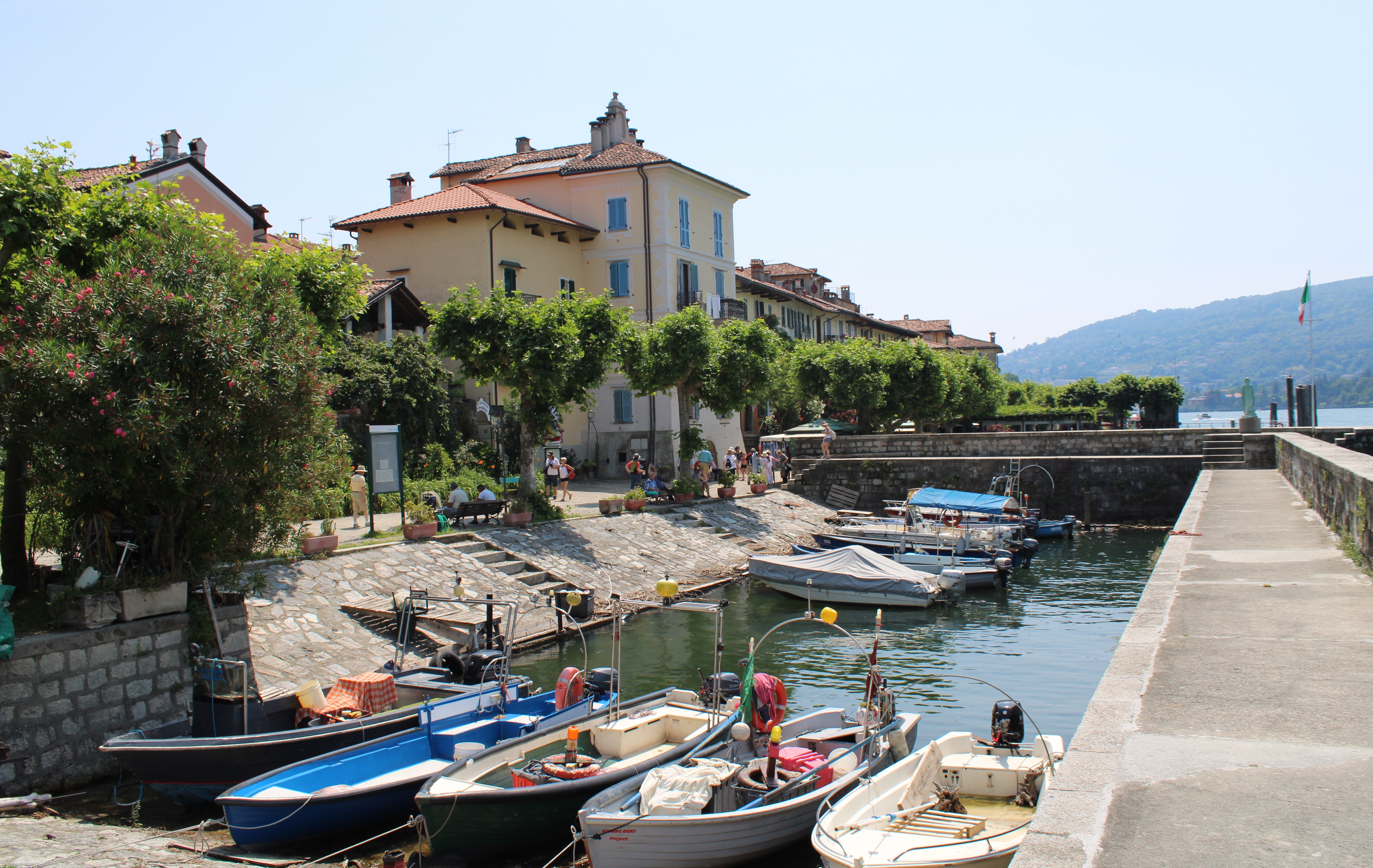
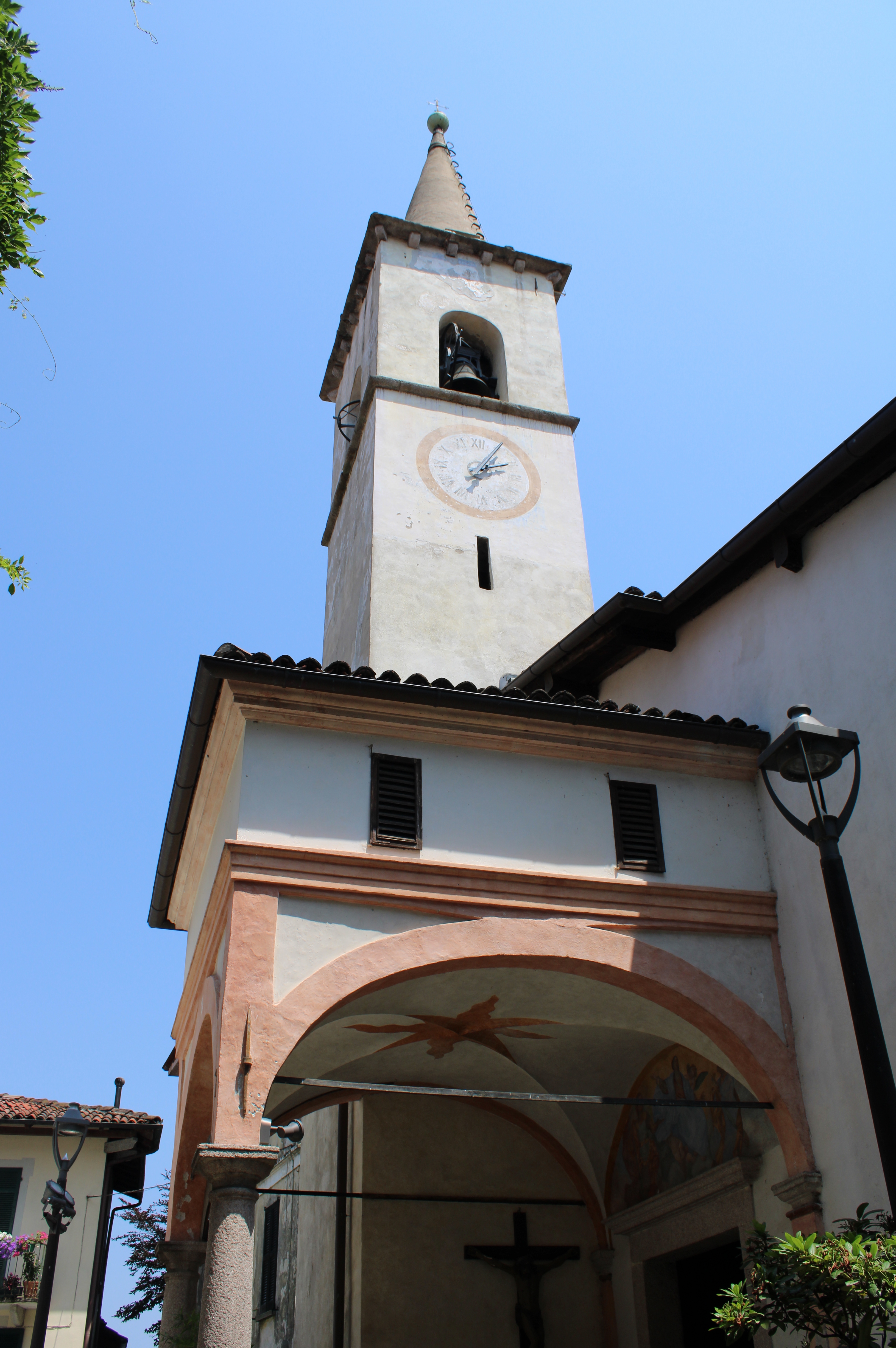
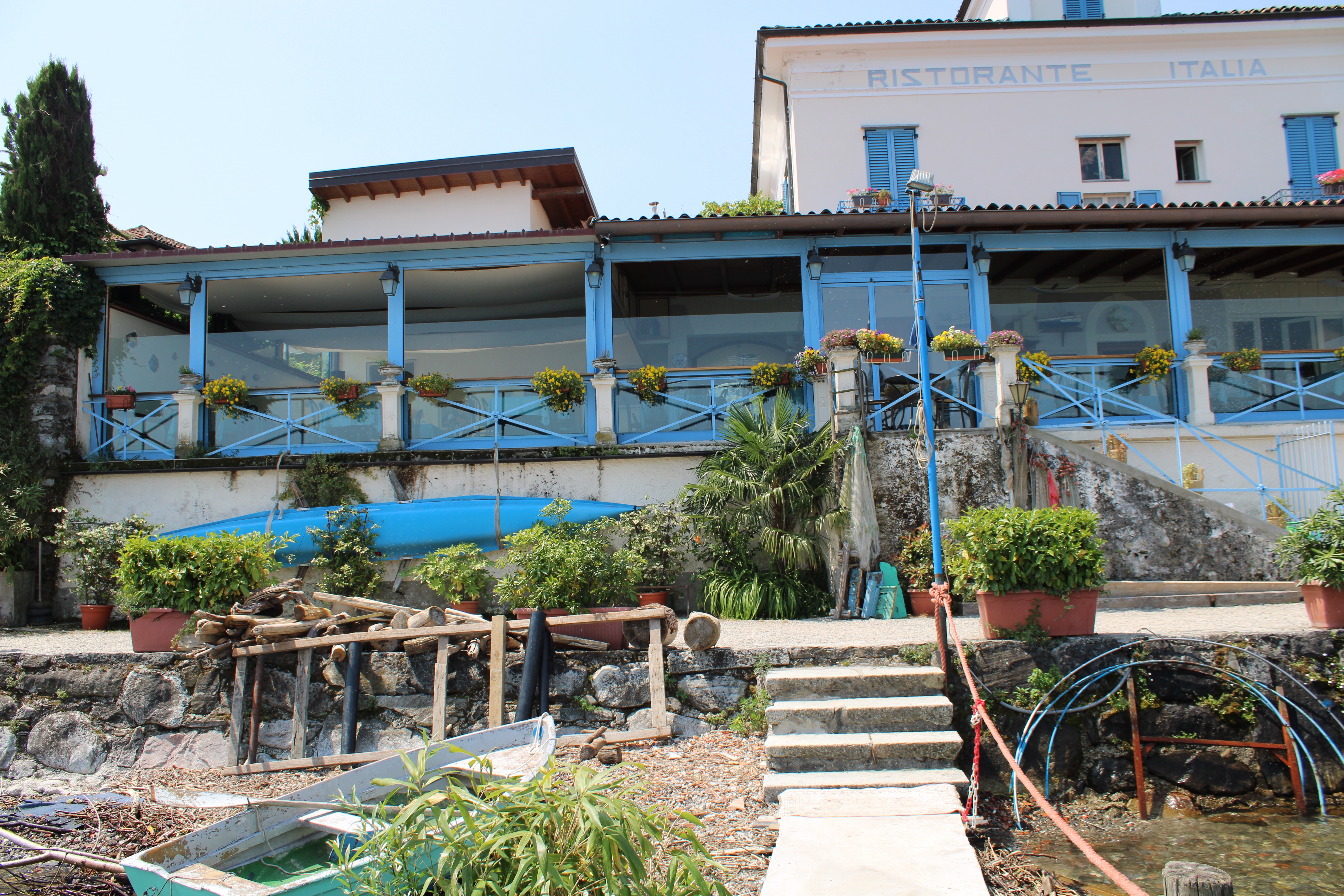
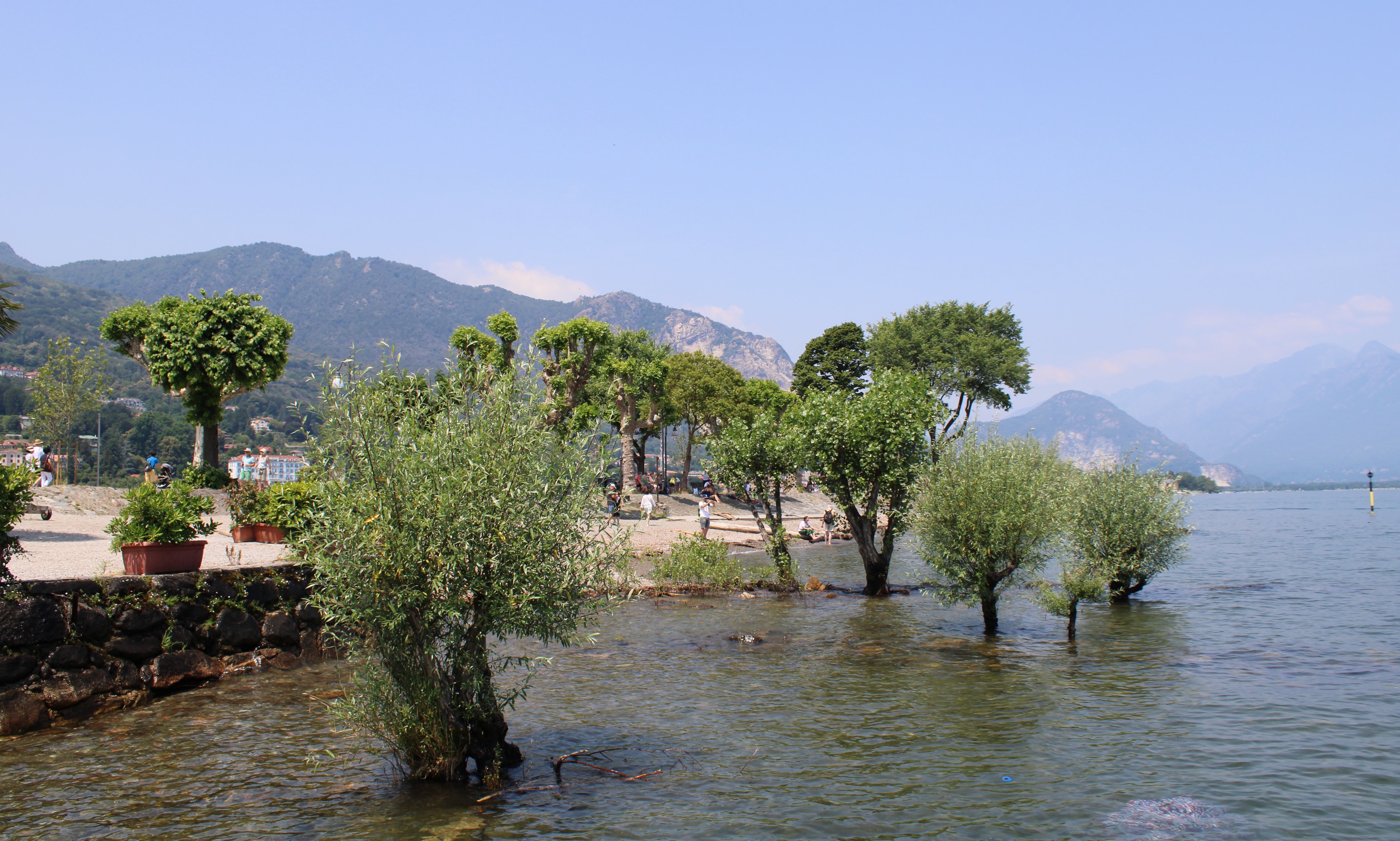